# 토모이키·키오우에타이
토모이키·키오우에타이(ともいき・木を植えたい)는 하로프로에그의 선발 멤버에서 구성된 유닛이다.

## 멤버

### 졸업 멤버
- 아리하라 칸나 - ℃-ute에 이적
- 오오세 카에데 - 솔로
- 유토쿠 아유미
- 마에다 유카 - 스마이레지에 이적
- 노토 아리사 - 업프런트에그에 이적 (후에 소속사 이적)
- 사이넨 미아
- 마에다 이로리
- 오카이 아스나
- 센코쿠 미나미
- 킷카와 유우
- 후쿠무라 미즈키 - 모닝구무스메。에 이적
- 모리 사키
- 후루카와 코나츠
- 아라이 마나미
- 사토 아야노
- 키타하라 사야카
- 사호 아카리
- 카츠다 리나 - 스마이레지에 이적
- 사노 카오리 - 업프런트에그의 멤버 (후에 소속사 이탈)
- 카네코 리에

## 개요
- NPO 법인 PLANT A TREE PLANT LOVE에 의한 식수 운동「HAND IN HAND」의 응원대로서 활동.
- 공식으로 이용되는 약칭은 키오우에타이(木を植えたい).
- 명목상은 헬로! 프로젝트의 정식 멤버가 아닌 하로프로에그에 의한 유닛이며, 헬로! 프로젝트의 공식 유닛으로서는 다루어지지 않지만, 2006년 12월 20일 발매의 앨범「풋치베스트 7」에는「みんなの木」가 수록되고 있다.
- 각 멤버는 헬로! 프로젝트의 콘서트에 백댄서로서 출연하고 있어, 또 각각 개별적으로 하로프로에그로서의 활동을 실시하고 있지만, 유닛으로서의 활동은 2011년 4월 현재 예정되지 않았다.

## 작품

### 싱글
- みんなの木 (모닝구무스메。문화제 회장 판매)

### 앨범
- 풋치베스트 7 (2006년 12월 20일)
- 헬로! 프로젝트 스페셜 유닛 메가베스트 (2008년 12월 10일)

## 같이 보기
- 헬로! 프로젝트
- 하로프로연수생 (구.하로프로에그)